# Соснівка (Бориспільський район)
Сосні́вка (МФА: [soˈsɲiu̯kɐ] ( прослухати)) — село в Україні, в Студениківській сільській громаді Бориспільського району Київської області.
Населення становить 108 осіб.
Наявне регулярне автобусне сполучення з містами Переяслав та Яготин. Населення значно зросло після побудови будинків для переселенців із зони відчуження Чорнобильської АЕС.

## Географія
Селом протікає річка Сага.

## Історія
За радянських часів і до 2016 року село носило назву Радянське.